# Associació Cultural Educativa i Social Operativa de Dones Pakistaneses
L'Associació Cultural Educativa i Social Operativa de Dones Pakistaneses (ACESOP) és una associació, amb seu al barri del Raval de Barcelona, que vetlla per la integració de les dones pakistaneses en el teixit social i econòmic català. L'ACESOP realitza activitats obertes i ofereix múltiples recursos amb l'objectiu d'afavorir l'apropament entre col·lectius i integrar les dones nouvingudes que arriben a Catalunya des del centre-sud asiàtic.

## Activitats
Un dels pilars de l'entitat és la formació. Ofereix cursos de costura, cuina, informàtica, etc., i classes de català i castellà per a persones immigrades i d'urdú per a infants i adults. Falah i dona desenvolupa un programa d'ajut i suport a les dones per resoldre les seves necessitats: sanitàries, d'habitatge, familiars (de violència de gènere), de formació personal i inserció laboral. L'associació disposa d'assessoria jurídica, laboral i fiscal.
Per fomentar la integració i visibilitat de les dones pakistaneses, participen també en activitats del barri, com ara la Mercè, Sant Jordi, Carnaval, la Festa Interreligiosa del Raval, el Dia de la Independència de Pakistan, mostres gastronòmiques, mostres artesanals, etc. A més, l'ACESOP manté una coral femenina: Dosti.
Bona part de les activitats estan organitzades per les mateixes dones pakistaneses que ofereixen tallers de henna, depil·lació amb fils, maquillatge infantil, escriptura en urdú, classes de cuina, etc.
Les activitats no estan únicament dirigides a dones pakistaneses. L'entitat també acull dones i col·lectius de l'Índia, Bangladesh i altres països amb la finalitat de compartir espais de trobada i relació.

## Història de l'associació
L'associació va ser fundada al maig de 2005 per la Dra. Huma Jamshed junt amb Nasra Zafar, Fariza Habib i Mubeen Kashif. Des d'aleshores ha anat creixent; a vegades, fent front a amenaces i conflictes provocats per grups tradicionalistes d'homes molt relacionats amb la política de Pakistan i el Consolat pakistanès a Barcelona. Aquest fet ha obligat l'associació a traslladar-ne en diverses ocasions la seu social. Malgrat tot, a finals de l'any 2016 l'ACESOP tenia prop de 1.000 dones associades a la ciutat de Barcelona amb una mitjana de participació en les activitats de 300 persones.
El 2010, l'ACESOP va inaugurar pàgina web: un portal de notícies i promoció d'activitats desenvolupat dins el marc del projecte d'inclusió social i noves tecnologies de la Plataforma per la Llengua.
L'entitat ha rebut diversos premis: el 2011 va ser distingida amb el Premi del Consell Municipal d'Immigració de Barcelona per la seva feina a favor de la integració de les dones del Pakistan.